# Liste asiatischer Metalbands
Die Liste asiatischer Metalbands zählt namhafte asiatische Musikgruppen aus dem Genre Metal auf. Hard-Rock-Bands werden nur in die Liste aufgenommen, insofern sie auch Metal spielen. Zur Aufnahme in die Liste muss Wikipediarelevanz vorhanden sein.

## Vorderasien

### Armenien
| Name            | Gründung | Auflösung | Herkunft | Genre(s)                       | Anmerkungen |
| --------------- | -------- | --------- | -------- | ------------------------------ | ----------- |
| Eyeless in Gaza | 2019     |           | Jerewan  | Atmospheric Doom, Funeral Doom |             |
| Sadael          | 2004     |           | Jerewan  | Funeral Doom                   |             |

### Aserbaidschan
| Name      | Gründung | Auflösung | Herkunft | Genre(s)     | Anmerkungen |
| --------- | -------- | --------- | -------- | ------------ | ----------- |
| Minimorum | 2013     |           | Sumqayit | Funeral Doom |             |

### Bahrain
| Name          | Gründung | Auflösung | Herkunft | Genre(s)                               | Anmerkungen              |
| ------------- | -------- | --------- | -------- | -------------------------------------- | ------------------------ |
| Motör Militia | 2001     |           | Saar     | Thrash Metal                           | als Black Star gegründet |
| Qafas         | 2008     | 2012      |          | Black Doom, Dark Ambient, Funeral Doom |                          |

### Georgien
| Name    | Gründung | Auflösung | Herkunft | Genre(s)                         | Anmerkungen |
| ------- | -------- | --------- | -------- | -------------------------------- | ----------- |
| Eldrine | 2007     |           | Tiflis   | Rock, Alternative Rock, Nu-Metal |             |
| Ennui   | 2012     |           | Tiflis   | Funeral Doom                     |             |

### Irak
| Name                 | Gründung | Auflösung | Herkunft         | Genre(s)     | Anmerkungen                                             |
| -------------------- | -------- | --------- | ---------------- | ------------ | ------------------------------------------------------- |
| Acrassicauda         | 2000     |           | Bagdad           | Thrash Metal | galt lange als einzige Metal-Band im Irak               |
| Anthems of Isolation | 2012     |           | Mossul u. Bagdad | Funeral Doom |                                                         |
| Seeds of Iblis       | 2011     |           |                  | Black Metal  | strittig, ob die Gruppe tatsächlich aus dem Irak stammt |

### Iran
| Name          | Gründung   | Auflösung | Herkunft | Genre(s)                       | Anmerkungen |
| ------------- | ---------- | --------- | -------- | ------------------------------ | ----------- |
| 1000 Funerals | 2005       | 2012      | Teheran  | Funeral Doom                   |             |
| Angband       | 2004       |           | Teheran  | Power Metal, Progressive Metal |             |
| Tears of Fire | 1998, 2016 | 2000      | Teheran  | Black Doom, Funeral Doom       |             |

### Israel
| Name              | Gründung   | Auflösung          | Herkunft        | Genre(s)                                        | Anmerkungen                |
| ----------------- | ---------- | ------------------ | --------------- | ----------------------------------------------- | -------------------------- |
| Betzefer          | 1998       |                    | Tel-Aviv        | Metalcore, Groove Metal, Hardcore, Thrash Metal |                            |
| Bishop of Hexen   | 1994       |                    | Ramat haScharon | Black Metal                                     |                            |
| Distorted         | 1996       |                    |                 | Dark Metal                                      |                            |
| Eternal Gray      | 2001       |                    | Tel Aviv        | Technical Death Metal, Progressive Metal        |                            |
| The Fading        | 2003       |                    | Tel Aviv        | Thrash Metal, Melodic Death Metal               |                            |
| Hammercult        | 2010       |                    | Tel Aviv        | Thrash Metal                                    |                            |
| Lehavoth          | 1995, 2000 | 1999               | Tel Aviv-Jaffa  | Black Metal, Brutal Death Metal, Grindcore      |                            |
| Melechesh         | 1993       |                    | Jerusalem       | Black Metal                                     |                            |
| Nail Within       | 2001, 2007 | ca. 2003, ca. 2007 | Tel Aviv-Jaffa  | Melodic Death Metal                             | als Emblaze gegründet      |
| Orphaned Land     | 1991       |                    |                 | Folk Metal, Progressive Metal, Oriental Metal   | als Resurrection gegründet |
| Salem             | 1985       |                    | Tel Aviv        | Death Doom, Gothic Metal                        |                            |
| Scardust          | 2013       |                    |                 | Progressive Metal, Symphonic Metal              | als Somnia gegründet       |
| Sonne Adam        | 2007       |                    | Tel Aviv-Jaffa  | Death Doom, Death Metal                         |                            |
| Substance for God | 1992       |                    |                 | Gothic Metal                                    |                            |
| Switchblade       | 2005       |                    | Haifa           | Heavy Metal                                     |                            |

### Kuwait
| Name            | Gründung | Auflösung | Herkunft | Genre(s)                                                  | Anmerkungen |
| --------------- | -------- | --------- | -------- | --------------------------------------------------------- | ----------- |
| Black 13 Angelz | 2007     | ca. 2014  |          | Metalcore, Post-Hardcore, Trancecore, Orientalische Musik |             |
| Divine Disorder | 2010     |           | Kuwait   | Melodic Death Metal                                       |             |

### Libanon
| Name             | Gründung | Auflösung | Herkunft | Genre(s)                                        | Anmerkungen |
| ---------------- | -------- | --------- | -------- | ----------------------------------------------- | ----------- |
| Oath to Vanquish | 2001     |           | Beirut   | Deathgrind                                      |             |
| Ostura           | 2009     |           | Keserwan | Progressive Metal, Symphonic Metal, Power Metal |             |

### Saudi-Arabien
| Name        | Gründung | Auflösung | Herkunft | Genre(s)                        | Anmerkungen |
| ----------- | -------- | --------- | -------- | ------------------------------- | ----------- |
| Al-Namrood  | 2008     |           | Dammam   | Extreme Metal, Folk Metal       |             |
| Wasted Land | 2005     |           | Dschidda | Melodic Death Metal, Folk Metal |             |

### Syrien
| Name          | Gründung | Auflösung | Herkunft | Genre(s)                  | Anmerkungen |
| ------------- | -------- | --------- | -------- | ------------------------- | ----------- |
| Eulen         | 2009     |           | Damaskus | Post-Metal, Blackgaze     |             |
| The Hourglass | 2002     | 2016      | Homs     | Heavy Metal, Thrash Metal |             |
| Innzmouth     | 2010     |           | Damaskus | Funeral Doom              |             |

### Türkei
| Name              | Gründung | Auflösung | Herkunft | Genre(s)                                  | Anmerkungen             |
| ----------------- | -------- | --------- | -------- | ----------------------------------------- | ----------------------- |
| Almora            | 2001     |           | Istanbul | Symphonic Metal, Folk Metal               |                         |
| Anlipnes          | 2008     |           | Istanbul | Funeral Doom, Gothic Metal                |                         |
| Carnophage        | 2006     |           | Ankara   | Technical Death Metal, Brutal Death Metal |                         |
| Cenotaph          | 1994     |           | Ankara   | Death Metal, Deathgrind, Goregrind        |                         |
| Depressive Mode   | 2007     |           | Istanbul | Funeral Doom, Gothic Metal                |                         |
| Illusions Play    | 2011     |           | Istanbul | Funeral Doom, Gothic Metal                |                         |
| Mezarkabul        | 1987     |           | Istanbul | Heavy Metal                               | als Pentagram gegründet |
| Moribund Oblivion | 1999     |           | Istanbul | Heavy Metal                               |                         |
| Sencezium         | 2016     |           | Istanbul | Funeral Doom, Post-Rock                   |                         |
| Womb of Decay     | 2010     |           | Ankara   | Funeral Doom                              |                         |
| Xoresth           | 2013     |           | Ankara   | Funeral Doom                              |                         |

### Vereinigte Arabische Emirate
| Name      | Gründung | Auflösung | Herkunft | Genre(s)    | Anmerkungen |
| --------- | -------- | --------- | -------- | ----------- | ----------- |
| Nervecell | 2000     |           | Dubai    | Death Metal |             |

## Zentralasien

### Kasachstan
| Name   | Gründung | Auflösung | Herkunft | Genre(s)                | Anmerkungen |
| ------ | -------- | --------- | -------- | ----------------------- | ----------- |
| Ulytau | 2001     |           |          | Folk Metal, Violin-Rock |             |

## Südasien

### Afghanistan
| Name             | Gründung | Auflösung | Herkunft | Genre(s)                            | Anmerkungen |
| ---------------- | -------- | --------- | -------- | ----------------------------------- | ----------- |
| District Unknown | 2009     |           | Kabul    | Progressive Metal, Psychedelic Rock |             |

### Bangladesch
| Name       | Gründung | Auflösung | Herkunft | Genre(s)    | Anmerkungen |
| ---------- | -------- | --------- | -------- | ----------- | ----------- |
| Kaal Akuma | 2018     |           | Dhaka    | Death Metal |             |

### Indien
| Name                 | Gründung | Auflösung | Herkunft  | Genre(s)                       | Anmerkungen |
| -------------------- | -------- | --------- | --------- | ------------------------------ | ----------- |
| Bevar Sea            | 2010     |           | Bengaluru | Stoner Doom, Traditional Doom  |             |
| Bhayanak Maut        | 2003     |           | Mumbai    | Deathcore, Melodic Death Metal |             |
| Bloodywood           | 2016     |           | Neu-Delhi | Folk Metal, Nu Metal           |             |
| Demonic Resurrection | 2000     |           | Mumbai    | Death Metal, Black Metal       |             |
| Kapala               |          |           | Kalkutta  | War Metal                      |             |
| Kryptos              | 1998     |           | Bangalore | Heavy Metal                    |             |
| Pin Drop Violence    | 2000     | 2010      | Mumbai    | Metalcore                      |             |

## Ostasien

### Volksrepublik China
| Name           | Gründung | Auflösung | Herkunft | Genre(s)                                   | Anmerkungen |
| -------------- | -------- | --------- | -------- | ------------------------------------------ | ----------- |
| Ego Fall       | 2000     |           | Peking   | Folk Metal, Melodic Death Metal, Metalcore |             |
| Hyponic        | 1996     |           | Hongkong | Death Metal, Death Doom, Funeral Doom      |             |
| Nine Treasures | 2010     |           | Peking   | Folk Metal                                 |             |
| Spring Autumn  | 2000     |           | Peking   | Heavy Metal                                |             |
| Tang Dynasty   | 1988     |           | Peking   | Metal                                      |             |
| Zuriaake       | 1998     |           | Jinan    | Black Metal                                |             |

### Republik China (Taiwan)
| Name     | Gründung | Auflösung | Herkunft | Genre(s)                  | Anmerkungen |
| -------- | -------- | --------- | -------- | ------------------------- | ----------- |
| Chthonic | 1995     |           | Taipeh   | Extreme Metal, Folk Metal |             |
| Laang    | 2018     |           | Keelung  | Post-Black-Metal          |             |

### Japan
siehe Hauptartikel: Liste japanischer Metalbands

### Korea
| Name     | Gründung   | Auflösung | Herkunft           | Genre(s)                                     | Anmerkungen |
| -------- | ---------- | --------- | ------------------ | -------------------------------------------- | ----------- |
| Crash    | 1989       |           | Seoul (Südkorea)   | Thrash Metal, Industrial Metal, Groove Metal |             |
| Noeazy   | 2006       |           | Daejeon (Südkorea) | Metalcore                                    |             |
| Sinawe   | 1983, 1995 | 1991      | Südkorea           | Metal, Hard Rock, Alternative Rock           |             |
| Synsnake | 2015       |           | Seoul              | Trancepop, K-Pop, Metalcore                  |             |
| Vassline | 1996       |           | Seoul (Südkorea)   | Metacore                                     |             |

### Mongolei
| Name   | Gründung | Auflösung | Herkunft    | Genre(s)                           | Anmerkungen |
| ------ | -------- | --------- | ----------- | ---------------------------------- | ----------- |
| The Hu | 2016     |           | Ulaanbaatar | Heavy Metal, Folk Metal, Folk-Rock |             |

## Südostasien

### Indonesien
| Name              | Gründung | Auflösung | Herkunft   | Genre(s)                  | Anmerkungen |
| ----------------- | -------- | --------- | ---------- | ------------------------- | ----------- |
| Burgerkill        | 1995     |           | Bandung    | Death Metal, Thrash Metal |             |
| Candlegoat        | 2013     | 2016      | Bandung    | Funeral Doom              |             |
| Exhumation        | 2008     |           | Yogyakarta | Death Metal               |             |
| Noxa              | 2002     |           | Jakarta    | Grindcore                 |             |
| Voice of Baceprot | 2014     |           | Singajaya  | Metal                     |             |

### Malaysia
| Name | Gründung | Auflösung | Herkunft     | Genre(s)     | Anmerkungen |
| ---- | -------- | --------- | ------------ | ------------ | ----------- |
| FTG  | 1989     |           | Kuala Lumpur | Thrash Metal |             |

### Singapur
| Name             | Gründung | Auflösung | Herkunft | Genre(s)                  | Anmerkungen               |
| ---------------- | -------- | --------- | -------- | ------------------------- | ------------------------- |
| Abhorer          | 1987     | 1998      | Singapur | Black Metal, Death Metal  | als Tombcrusher gegründet |
| Impiety          | 1990     |           | Singapur | Black Metal               |                           |
| Rudra            | 1992     |           | Singapur | Death Metal, Folk Metal   | als Rudhra gegründet      |
| Sadiztik Impaler | 2004     |           | Singapur | Black Metal, Thrash Metal |                           |
| Wormrot          | 2007     |           | Singapur | Grindcore                 |                           |

### Thailand
| Name                  | Gründung | Auflösung | Herkunft | Genre(s)    | Anmerkungen |
| --------------------- | -------- | --------- | -------- | ----------- | ----------- |
| Surrender of Divinity | 1996     |           | Bangkok  | Black Metal |             |